# Château de Ballaison
Le château de Ballaison ou Balleyson ((la) castrum Baleysonis/Balleysinis) est un ancien château fort, édifié au XIe siècle, centre de la seigneurie de Ballaison, qui se dressait sur la commune de Ballaison dans le département de la Haute-Savoie, en région Auvergne-Rhône-Alpes. Centre d'un fief majeur durant l'époque féodale des comtes de Genève, il passe alternativement à la maison de Savoie et la maison de Genève avant d'être détruit en 1591. Sur les ruines, Ernest de Boigne construit, en 1863, le château de Thénières.

## Situation
Le château de Ballaison, détruit, était situé dans le département français de la Haute-Savoie sur la commune de Ballaison, sur le rebord nord-ouest du château de Boisy. Édifié sur une colline au-dessus du torrent du Vions, il dominait le paysage, au-dessus de Douvaine, au nord-est de Genève et à proximité de la route le long du Léman qui mène au Chablais.

## Historique
Au XIIIe siècle, le site est occupé par un bourg, qui sera par la suite appelé le Bourg Vieux, et par deux châteaux, l'un possession du comte de Genève et siège d'une châtellenie, l'autre étant la possession du seigneur de Ballaison. Pour leur château de Ballaison ou Balleyson, les comtes doivent l'hommage aux princes-évêques de Genève.
L'historien savoyard Léon Menabrea indique que « le château de Ballaison, devenu la propriété des comtes de Genève, excita, aux XIIIe et XIVe siècles, de longues guerres entre ces princes et la Maison de Savoie ».

### Centre d'une châtellenie
La première mention d'un seigneur de Ballaison, un certain Pierre, remonte à 1138, avec la fondation de la chartreuse de Vallon,,.
Le fief de Ballaison passe sous le contrôle des comtes de Genève sans que l'on sache comment. Ils placent un châtelain à la tête du fief dont le château devient le centre. La seigneurie de Ballaison, où vit la famille de Ballaison, contrôle neuf paroisses (voir ci-dessous).

### Mise en gage
En 1250, dans une affaire opposant le frère du comte de Savoie, Pierre, au comte Guillaume II de Genève, le château passe en gage, au Humbertien,. Pierre de Savoie choisit Emeric d'Aigueblanche comme châtelain.
En 1287, le château repasse au comte de Genève, lors du traité d'Annemasse. Le comte de Genève fait hommage au comte de Savoie pour ce château de Ballaison, ainsi que celui de Genève, « sui l'évêque [de Genève] y consentait »,.
Le 29 avril 1305, le comte Amédée II de Genève fait hommage lige à l'évêque de Genève, Aymon de Quart, pour un ensemble de droits, dont le château,. Son fils, Guillaume III de Genève, fait de même en 1313.
À la fin du XIVe siècle, la seigneurie de Ballaison et démembrée par la création au pied de la colline de la seigneurie du Bourg Neuf, aujourd'hui sur Douvaine, inféodé à la famille de Foras.

### Fin de l'intérêt stratégique et disparition
En 1401, lorsque le comté de Genève devient une possession de la Maison de Savoie, sous Amédée VIII de Savoie, le château comtal perd son rôle stratégique et est rattaché administrativement au Chablais. En 1475, la duchesse Yolande le donne à Anthelme de Miolans, le futur maréchal de Savoie, et sa femme, Gilberte de Polignac ,.
Le 21 mai 1529, la baronnie et le château sont vendus par Claude ou Claudine de Miolans à Claude de Ballaison (Balleyson),, qui détient dès lors les deux châteaux. Il est le descendant de la famille homonyme. L'unité réalisé par Claude de Ballaison est de courte durée. À sa mort en 1541 ses biens sont dispersés,, et le château est partagé entre les familles de Cholex, d'Allinges-Coudrée, de Foras, de Sales, de Neuchâtel, de Mionnas, etc.
Au XVIe siècle, la cité de Genève, passée au protestantisme, se sent menacée par les comtes de Savoie. Berne intervient pour aider la cité de Calvin. Cette partie du territoire, tout comme le Chablais voisin, est occupé entre 1536 et 1557. En 1591, le Bourg Vieux et ses deux châteaux sont pris et détruit par les Genevois,. Le rôle de Douvaine supplante celui de Ballaison qui décline.
Les restes du château, « des masures », passe au XVIIe siècle à la famille d'Allinges-Coudrée, à qui succèdent les Montgenis, et ensuite les Livet de Thoire. En 1811, Jean Lasserre, genevois, acquiert Ballaison qu'il revend aussitôt au général de Boigne. En 1864, Ernest de Boigne bâti à l'emplacement de l'ancienne forteresse un château dit de Thénières.

## Description
Il ne subsiste rien des deux châteaux médiévaux donc on voyait encore d'importants vestiges en 1848.

## Châtellenie de Ballaison
Le château de Ballaison est le siège d'une châtellenie, dit aussi mandement (mandamentum). Elle est unie également à Beauregard, sauf vers la fin du XIVe siècle. Il s’agit plus particulièrement d’une châtellenie comtale, relevant directement du comte de Genève. Dans le comté de Genève, le châtelain comtal est nommé par le comte et possède de nombreux pouvoirs,. Avec l’intégration au comté de Savoie, à partir de 1401, celui-ci devient un « [officier], nommé pour une durée définie, révocable et amovible »,. Il est chargé de la gestion de la châtellenie ou mandement, il perçoit les revenus fiscaux du domaine, et il s'occupe de l'entretien du château. Le châtelain est parfois aidé par un receveur des comptes, qui rédige « au net [...] le rapport annuellement rendu par le châtelain ou son lieutenant ».
La châtellenie de Ballaison contrôle ainsi les paroisses de Ballaison, de Bons, de Brens, de Chens, de Douvaine, de Loisin, de Saint-Didier, de Massongy et de Veigy, .
| Commune          | Nom                   | Type         | Date (attestation) |
| ---------------- | --------------------- | ------------ | ------------------ |
| Ballaison        | Château de Ballaison  | château      | 1250 (attesté)     |
| Bons-en-Chablais | Tour de Langin        | château      | 1225 (attesté)     |
| Chens-sur-Léman  | Château de Beauregard | maison forte | 1250 (attesté)     |
| Douvaine         | Château de Troche     | château      |                    |

La châtellenie a par ailleurs la particularité d’être située en Bas-Chablais et enclavée entre la châtellenie d’Hermance (dépendante des sires de Faucigny), à l’ouest, et le Chablais, possession de la maison de Savoie.